# Space Frogs
Die Space Frogs (Eigenschreibweise SPACE FROGS) sind ein deutsches Comedyduo bestehend aus Steve (bürgerlich Steven Schuto) und Rick (in sozialen Netzwerken als Rick Garrido). Ihr gleichnamiger YouTube-Kanal dient als Plattform für ihre selbstgedrehten Sketch-Filme sowie Meinungsblogs, die eine große Zuschauerzahl unterhalten. Ihr erster Kanal wurde 2019 zugunsten ihrer neueren Kanäle geschlossen. Dazu zählen der Vlog-Kanal Space Radio (Eigenschreibweise SPACE RADIO, jetzt Space Frogs (Eigenschreibweise SPACE FROGS)) und der Let’s-Play-Kanal Space Gaming (Eigenschreibweise SPACE GAMING), die 2011 und 2012 eröffnet wurden. Der Radio-Kanal wurde mit der Schließung von Space Frogs in diesen Namen umbenannt und als neuer Hauptkanal genutzt.

## Geschichte
Die Space Frogs bestehen aus zwei Mitgliedern:
- Rick (in sozialen Netzwerken als Rick Garrido, * 23. Februar 1992)
- Steve (bürgerlich Steven Schuto, * 2. November 1991)

Steve zeigte sich bereits vor der Gründung der Space Frogs begeistert von Filmtechnik und produzierte zuvor Lego-Stop-Motion, die jedoch seinen eigenen Qualitätsansprüchen nicht mehr gerecht wurden. Auch Rick besaß gesteigertes Interesse an Filmen. Inspiriert durch andere YouTube-Filmkünstler wie Thomas Ridgewell (TomSka) und Kathrin Fricke (Coldmirror) begann er mit der Produktion seiner eigenen Filme, die er einstellte, als der Erfolg ausblieb. Im Rahmen des Comenius-Programmes der Europäischen Union an der Immanuel-Kant-Gesamtschule in Falkensee, an der beide gleichzeitig ihr Abitur absolvierten, drehten sie gemeinsam ein Video für das Projekt. Darauf folgte ein weiteres gemeinsames Videoprojekt für ihren Englischunterricht, das sie unter dem Titel „Facts about Germans“ auf ihrem neu gegründeten Kanal Space Frogs veröffentlichten. Das Video ist wegen Urheberrechtsverletzungen nicht mehr abrufbar.
Zur einfacheren und höherwertigen Videoproduktion gründeten Rick und Steve 2011 eine Wohngemeinschaft. Es folgte eine Mitgliedschaft des YouTube-Netzwerkes Mediakraft, zeitgleich begannen beide eine Ausbildung zum gestaltungstechnischen Assistenten an der Medienschule Babelsberg in Potsdam. Zusätzlich zu ihrem Hauptkanal Space Frogs, der hauptsächlich der Veröffentlichung ihrer Sketch-Filme dient, eröffneten sie im Oktober 2011 den Vlog-Kanal Space Frogs Radio (später umbenannt in Space Radio). Auf beiden Kanälen kooperierten die Space Frogs gelegentlich mit anderen YouTubern wie Florian Diedrich (LeFloid), was stark zur Steigerung ihrer Popularität beitrug. Im August 2012 eröffneten sie den Gaming-Kanal Space Frogs Play (später Space Gaming). 2013 beendeten Rick und Steve ihre Ausbildung und gaben Ende des Jahres die gemeinsame Wohnung auf.
Anschließend wohnte Rick gemeinsam mit Marti Fischer und Dominik Lehmann (mapamundi) zwei Stockwerke über Steve, der alleine eine Wohnung bezog. Im Juni 2015 wurden Rick und Steve für ihr Video „Wenn Werbung ehrlich wäre 2“ für den Deutschen Webvideopreis in der Kategorie „Comedy“ nominiert und ausgewählt. Im Juli 2015 verließen sie das Netzwerk Mediakraft und traten dem Verein 301+ bei, in dessen Vereinshaus ihnen ein Studio zur Verfügung steht.
Zusammen mit Florian Diedrich (YouTube-Kanal: LeFloid) und Max Krüger (YouTube-Kanal: Frodoapparat) hatten Rick und Steve im zweiten Kapitel der im Frühjahr 2016 ausgestrahlten ZDF-Dramedy-Serie Familie Braun einen Cameo-Auftritt als Polizisten. 2017 wohnten die Space Frogs in Berlin in zwei eigenen Wohnungen.
Am 26. Januar 2022 gab Rick zusammen mit seiner Frau in einem Video bekannt, dass er Vater wird, Mitte Juli 2022 kam das Kind zur Welt. Im Mai 2025 verkündete er die Trennung von seiner Frau. Gleichzeitig gab er bekannt, aus Berlin wegzuziehen, um seinem Sohn näher sein zu können.
Steve heiratete indes im Juli 2025 seine langjährige Freundin Laura.

## Formate

### Space Frogs Clips (bis 2019 „Space Frogs“; bis 2022 „Dead Frogs“)
Auf dem ehemaligen Hauptkanal Space Frogs (ursprünglich Space Frogs Entertainment) erschienen in unregelmäßigen Abständen Sketche und Kurzfilme, in denen die Space Frogs ihre schauspielerischen und produktionstechnischen Leistungen zum Einsatz brachten.
Es gab kein festgelegtes Hauptformat, weswegen die Themen der Videos ständig variierten. Jedoch erschienen zu einigen Videos unregelmäßig Fortsetzungen („Wie Musik alles verändert“, „Ehrliche Werbung“, „Gefahren des Alltags“, „Die Keks Saga“, „Dagileo“ und „Andreas Klebrig“). Später benannten sie den Kanal in Dead Frogs um, seitdem laden sie auf ihm nichts mehr hoch. Am 4. Oktober 2022 erschien das Video „Dieser Kanal LEBT WIEDER!“, in dem Rick und Steve ankündigten, dass der Kanal nun Space Frogs Clips heißt und auf diesem kurze Videos für YouTube Shorts erscheinen werden.
Die Videos, die ursprünglich auf diesem Kanal hochgeladen wurden, verschoben sie auf den Kanal Space Frogs (ursprünglich Space Radio). Auf diesem Kanal werden auch weiterhin Sketche und Kurzfilme veröffentlicht.

### Space Frogs (früher: Space Radio)
Space Radio (ursprünglich Space Frogs Radio) diente ausschließlich als Vlog-Kanal, auf dem meist dienstags und freitags Videos veröffentlicht werden. Obwohl dieser hauptsächlich als Zweitkanal dienen sollte, hat Space Radio mehr Abonnenten, Videoaufrufe und Videos als der Hauptkanal Space Frogs. Seit dem August 2016 ist der Kanal 1.000.000 mal abonniert.
In Vlogform wird subjektiv aus der Sicht der Space Frogs über aktuelle und allgemeine Themen berichtet (daher der Namenszusatz „Radio“), wobei die beiden sich selbst nicht zu ernst nehmen und versuchen, ihren Standpunkt den Zuschauern durch Humor nahezubringen.
Ferner werden in Arten-Videos verschiedene Bereiche des Alltages aufgezählt („10 Arten von […]“) und kommentiert („'Themen!'-'Vlog!'“), Gerichte gekocht und filmisch begleitet („Kochen!“), oder verschiedene Zeitschriften und Zeitungen auf humoristische Weise analysiert („Zeitschrift-Zeit“). Weitere Formate umfassen Photoshopping („Frühshoppen“), FAQs, Vlogs von Reisen, ANALyse (Analysen anderer YouTuber) und Memetime (ein Review verschiedener Memes). Seit Anfang 2019 existiert auch „Das Format mit dem Tisch“, bei dem Rick und Steve Themen hinter einem Tisch an einem PC kommentieren. Seit September 2022 gibt es die Tageströte, eine satirische Nachrichtensendung, diese beschäftigt sich meistens mit Politik.
Am 23. Juni 2019 kündigte das Duo im Video „Wir töten Space Frogs UND...“ an, die Kanäle Space Frogs und Space Radio zusammenzuschließen. Sie wurden dazu bewegt, da der YouTube-Algorithmus den Kanal Space Frogs als inaktiv klassifizierte und Letzterer so weniger Reichweite generierte. Als letztes hat das Duo „Space Radio“ in Space Frogs umbenannt.

### Space Gaming (früher: Space Play)
Auf dem Gamingkanal Space Gaming (ursprünglich Space Play) wurden in unregelmäßigen Abständen Let’s Plays von Videospielen veröffentlicht. Neben regulären Let’s Plays zählten die Formate „Ricks Rage“ (Zusammenschnitte von Ricks Kommentaren während aktiv gespielter Gameplaysequenzen), „Gay Time“ (Rick und Steve spielen ein Singleplayer-Spiel, bei dem jeder kooperativ jeweils ein Eingabegerät benutzt) und „Best Of Space Gaming“ zu den wiederkehrenden Kategorien. Von 2017 bis November 2020 gab es auf dem Kanal jeden Mittwoch einen Livestream. Außerdem redete das Duo gerne über aktuelle Themen, wie zum Beispiel Lootboxen oder ähnliches vor einem roten Hintergrund. Daher wird das Format oft von Steve als „Reden vor Rot“ bezeichnet.
Von August 2020 bis Oktober 2022 war der Kanal inaktiv, wurde dann aber mit der Umbenennung von Dead Frogs zu Space Frogs Clips wiederbelebt.

## Der Name „Space Frogs“
Auf die in der Sendung „Leider Lustig“ gestellte Frage „Warum nennt ihr euch so?“ antwortete Steve:
„Nun, das ist so: Es ist zugleich unglaublich professionell, aber auch sehr sinnlos, Frösche in den Weltraum zu schießen, und deswegen beschreibt 'Space Frogs' ganz gut [den Inhalt unserer Videos].“

## Haustiere
Rick besitzt zwei Katzen namens Bolin und Pabu (benannt nach Figuren aus Die Legende von Korra), während Steve einen Hund namens Mable und zwei Katzen (Pepe und Pelusa), adoptiert aus Spanien, besitzt. Diese tauchen regelmäßig in verschiedenen Videos auf.

## Auszeichnungen
| Jahr | Auszeichnung            | Kategorie | Video/Konzept               | Resultat  |
| ---- | ----------------------- | --------- | --------------------------- | --------- |
| 2013 | Deutscher Webvideopreis | Action    | Krieg spielen!              | Nominiert |
| 2015 | Deutscher Webvideopreis | Comedy    | Wenn Werbung ehrlich wäre 2 | Gewonnen  |

## Filmografie
- 2016: Familie Braun (Dramedy-Serie, ZDF, Das kleine Fernsehspiel/Web), Regie: Maurice Hübner[27][28]
- 2018: Camp Fett Weg (Image-Serie auf Space Frogs, unterstützt durch Ubisoft, inspiriert durch Far Cry 5), Regie: Steve (Steven Schuto), Rick[29][30][31]
- 2019: Leider Lustig: Mit Marti und Space Frogs (Eine Folge aus der Comedy-Serie für das Kinderfernsehen ZDFtivi)[20]

## Diskografie
- 2017: Onlinezwang[32]
- 2020: Ein dummer Animal Crossing Song[33]
- 2020: Frische für die Achseln (mit Old Spice) (feat. Lara Loft & Marti Fischer)[34]
- 2020 Ein Weihnachts-Musical! (mit Marti Fischer, Lara Loft und LUCA)[35]
- 2021: Brokkoli (als „Muffelwild“ mit Marti Fischer)[36]